# Podlesie (Lubaczów)
Pour les articles homonymes, voir Podlesie.
Podlesie est une localité polonaise de la gmina et du powiat de Lubaczów en voïvodie des Basses-Carpates.